# Robert L. Noble Prize
Der Robert L. Noble Prize (nicht mit dem Nobelpreis zu verwechseln) ist ein jährlich von der Canadian Cancer Society (früher National Cancer Institute of Canada) vergebener Preis, der Forscher auf dem Gebiet der Krebsforschung ehrt. Der Preis ist mit 2.000 kanadischen Dollar für den Forscher und zusätzlichen 20.000 Dollar für dessen weitere Forschung dotiert (Stand 2011).
Er ist nach dem kanadischen Wissenschaftler Robert Laing Noble benannt, einem Forscher, der in den 1950er Jahren an der Entdeckung des Anti-Krebsmittels Vinblastin beteiligt war.

## Träger
- 1994: Victor Ling
- 1995: Anthony J. Pawson
- 1996: Tak Wah Mak
- 1997: Alan Bernstein
- 1998: Frank L. Graham
- 1999: Janet Rossant
- 2000: John E. Dick
- 2001: Chris Bleackley
- 2002: Nahum Sonenberg
- 2003: Connie Eaves
- 2004: Robert Kerbel
- 2005: Susan Cole und Roger Deeley
- 2006: Carol Cass
- 2007: Richard Hill
- 2008: Mark Henkelman
- 2009: Brian Wilson
- 2010: Mitsu Ikura
- 2011: John Bell
- 2012: Michel Tremblay
- 2013: Shoukat Dedhar
- 2014: Rama Khokha, James T. Rutka
- 2016: Poul Sorensen
- 2017: Morag Park
- 2018: Pamela Ohashi
- 2019: Jerry Pelletier
- 2020: Nada Jabado
- 2021: Michael Taylor
- 2022: Samuel Aparicio
- 2023: Peter Dirks, Sheila Singh